# Bulbophyllum cootesii
Bulbophyllum cootesii är en orkidéart som beskrevs av Mark Alwin Clements. Bulbophyllum cootesii ingår i släktet Bulbophyllum och familjen orkidéer.
Artens utbredningsområde är Filippinerna. Inga underarter finns listade i Catalogue of Life.